# Port lotniczy Cheikh Larbi Tebessi
Port lotniczy Cheikh Larbi TebessiAirport (arab. مطار الشيخ العربي التبسي, IATA: TEE, ICAO: DABS) – port lotniczy położony w Tibissie, w prowincji Tibissa, w Algierii.

## Kierunki lotów i linie lotnicze
| Linia Lotnicza | Kierunek  |
| -------------- | --------- |
| Air Algerie    | 1. Algier |